# Сиявуш (пьеса)
«Сиявуш» (азерб. Səyavuş / سیاوش), или «Сеявуш»  — легендарно-историческая (народно-героическая) пьеса (драма в стихах), трагедия в пяти действиях азербайджанского поэта и драматурга Гусейна Джавида, написанная в 1932/33 году по мотивам древнего сказания на один из сюжетов поэмы Фирдоуси «Шахнаме» к 1000-летнему юбилею поэта. В 1934 году пьеса была издана и поставлена на сцене, Исмаилом Идаятзаде, который показал себя, как отмечают, сложившимся режиссёром.
В центре пьесы стоит судьба юноши Сиявуша, который предан глубоким философским размышлениям о назначении человека, о счастье, о смысле жизни. Сиявуш воспитан на героических традициях народа, он следует завету: «Будь справедлив», отстаивает интересы народных масс. Не найдя правды и справедливости ни в Иране, ни в Туране, Сиявуш гибнет, осознав, что правда только в борьбе против деспотизма.
М. Шагинян назвала Сиявуша «восточным Гамлетом». Отмечалось, что в пьесе автор «стремится разоблачить всю пошлость древнеперсидских и туранских дворцов, слабо пытается показать крестьянские восстания».

## Фотогалерея

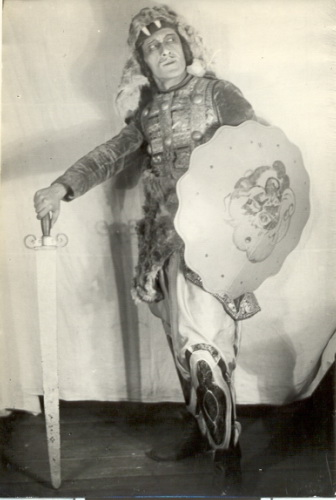
Ульви Раджаб в роли Сиявуша. Азербайджанский драматический театр. 1934 год. Реж. И. Идаятзаде, худ. В. Иванов.
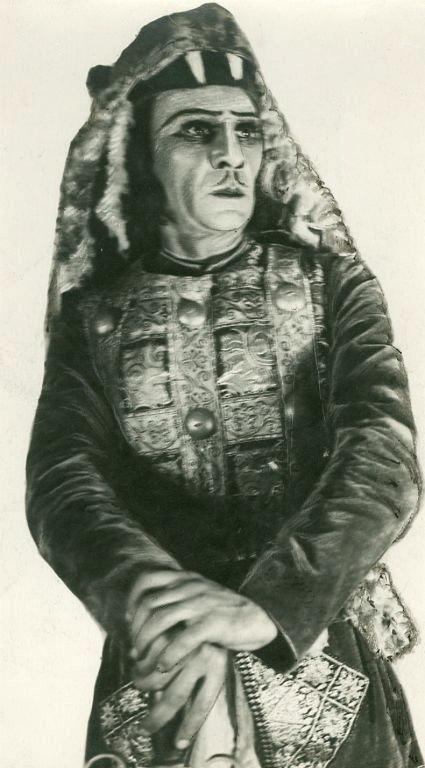
Аббас-Мирза Шарифзаде в роли Сиявуша

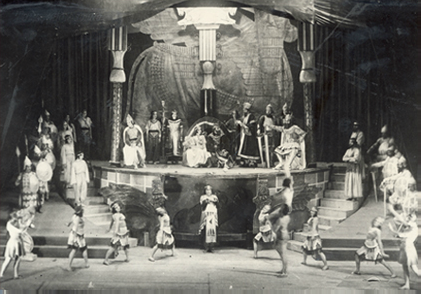
Постановка пьесы в 1934 году